# Ptasia Turnia
Ptasia Turnia – turnia w grupie Witkowych Skał na orograficznie prawym zboczu Doliny Szklarki na Wyżynie Olkuskiej. Znajduje się w obrębie miejscowości Jerzmanowice, w gminie Jerzmanowice-Przeginia, w powiecie krakowskim, w województwie małopolskim.
Ptasia Turnia jest najdalej na północny zachód wysuniętą skałą w grupie siedmiu Witkowych Skał. Sąsiaduje z Rudą i Sokolikiem. Jest to zbudowana z twardych wapieni skalistych skała o wysokości 16 m i pionowych lub przewieszonych ścianach. Znajduje się w lesie.

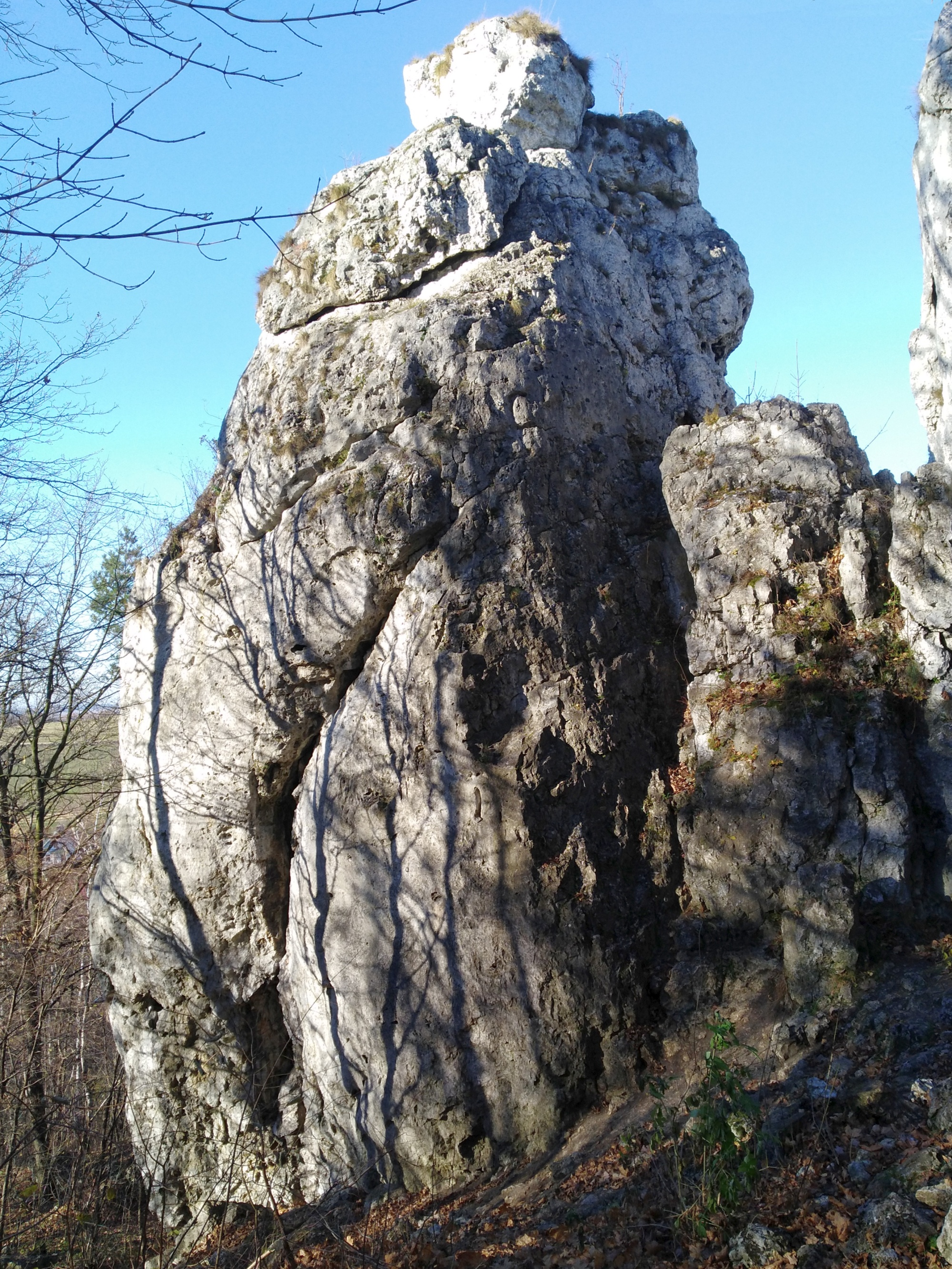
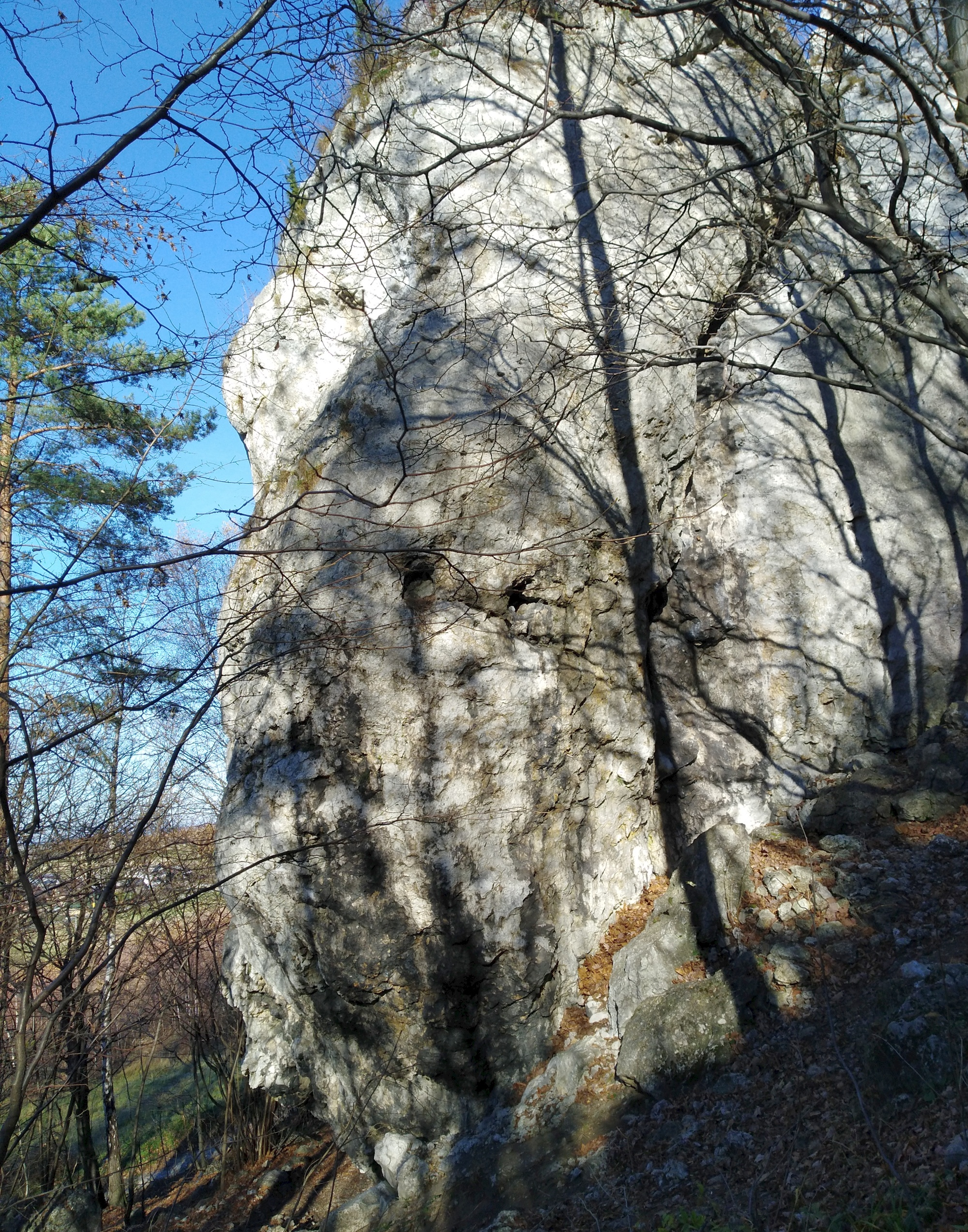
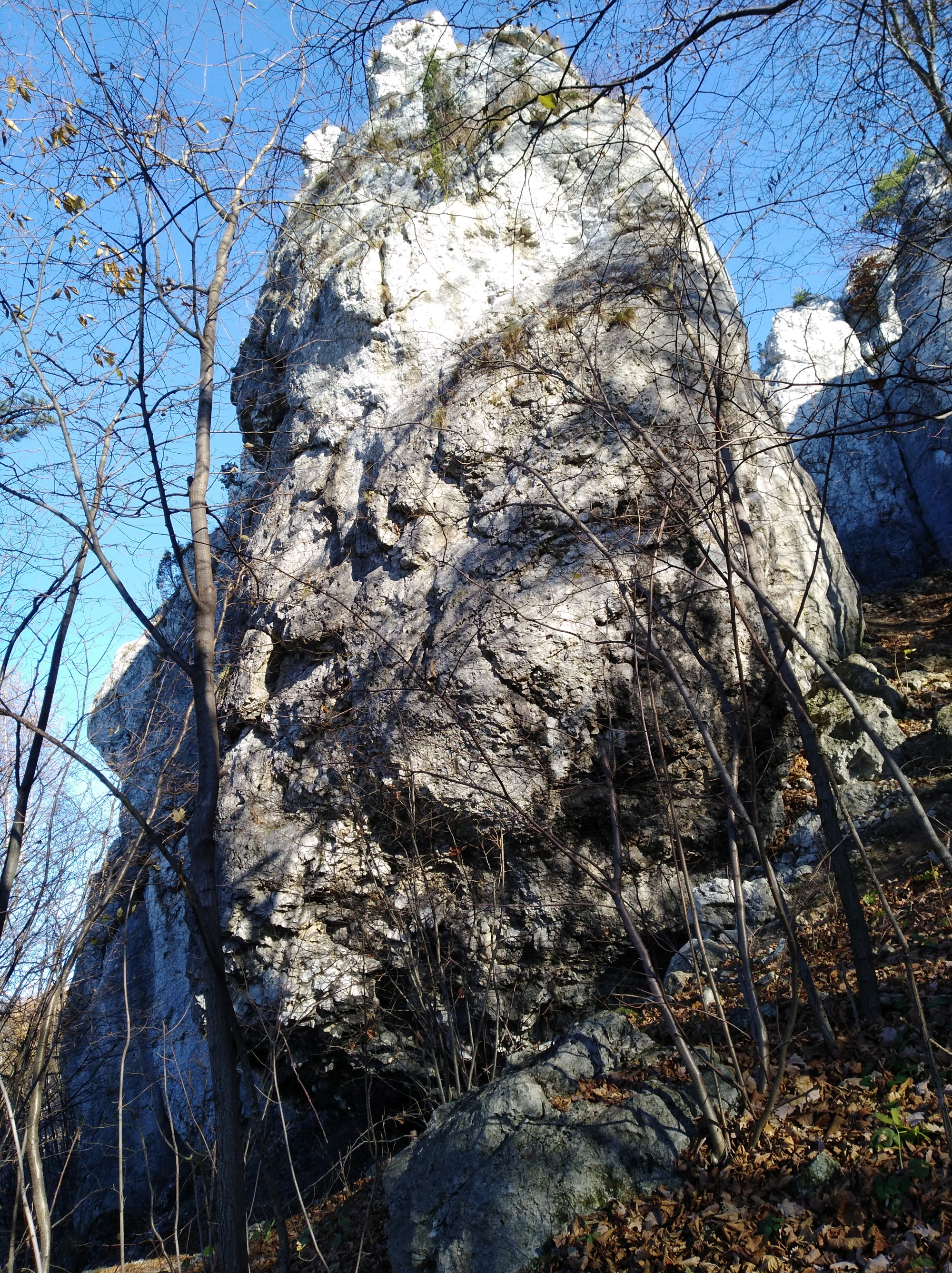
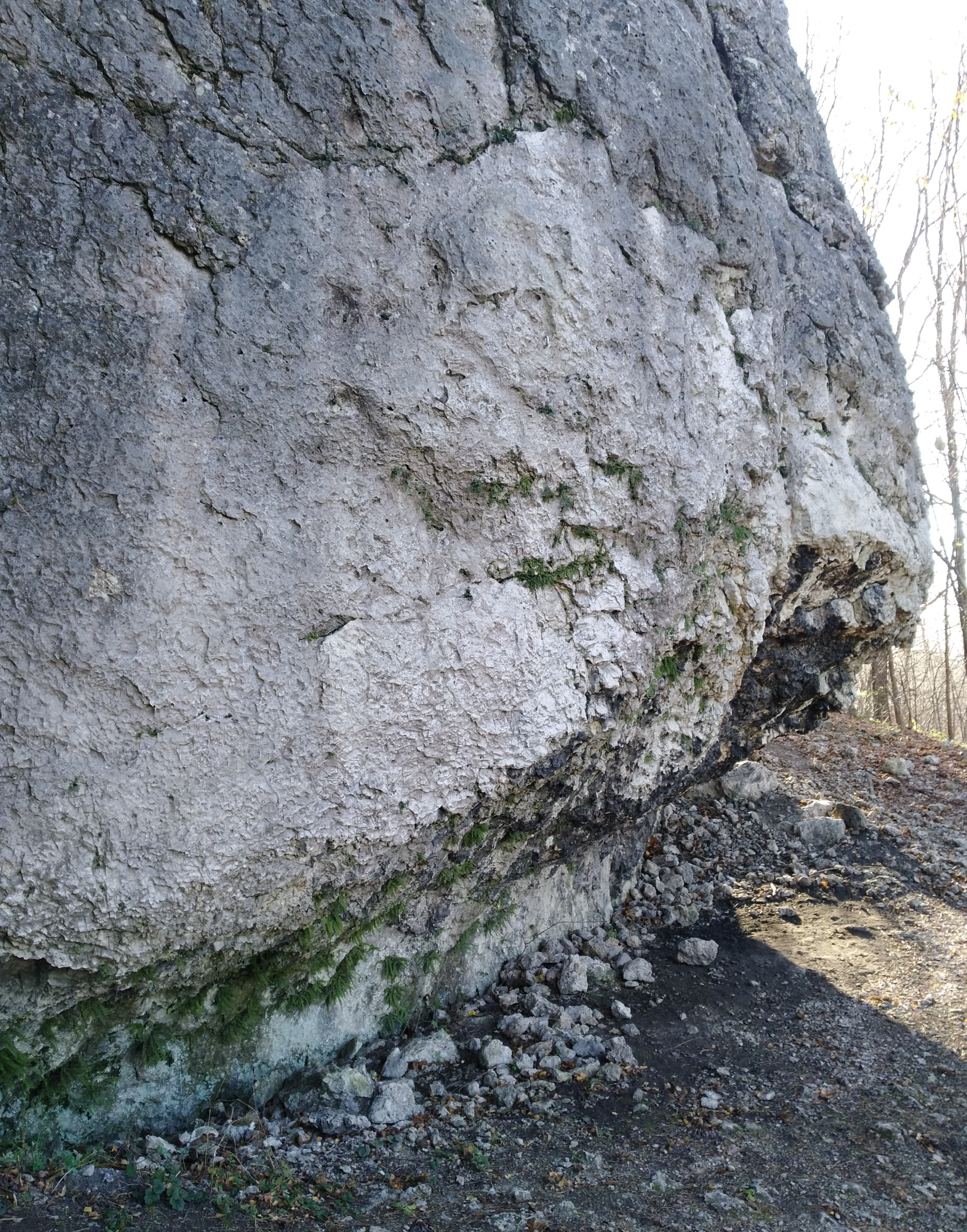
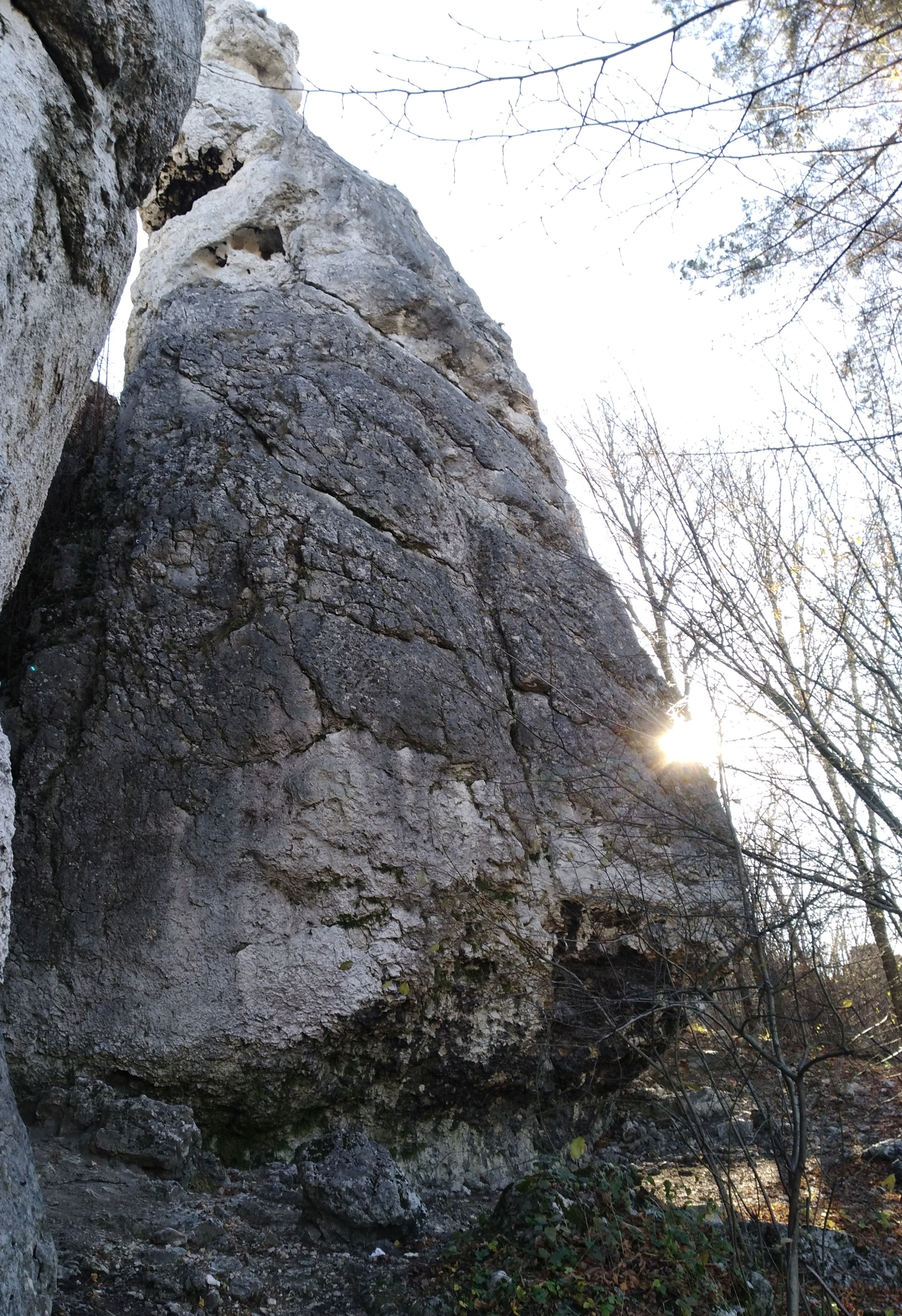

## Drogi wspinaczkowe

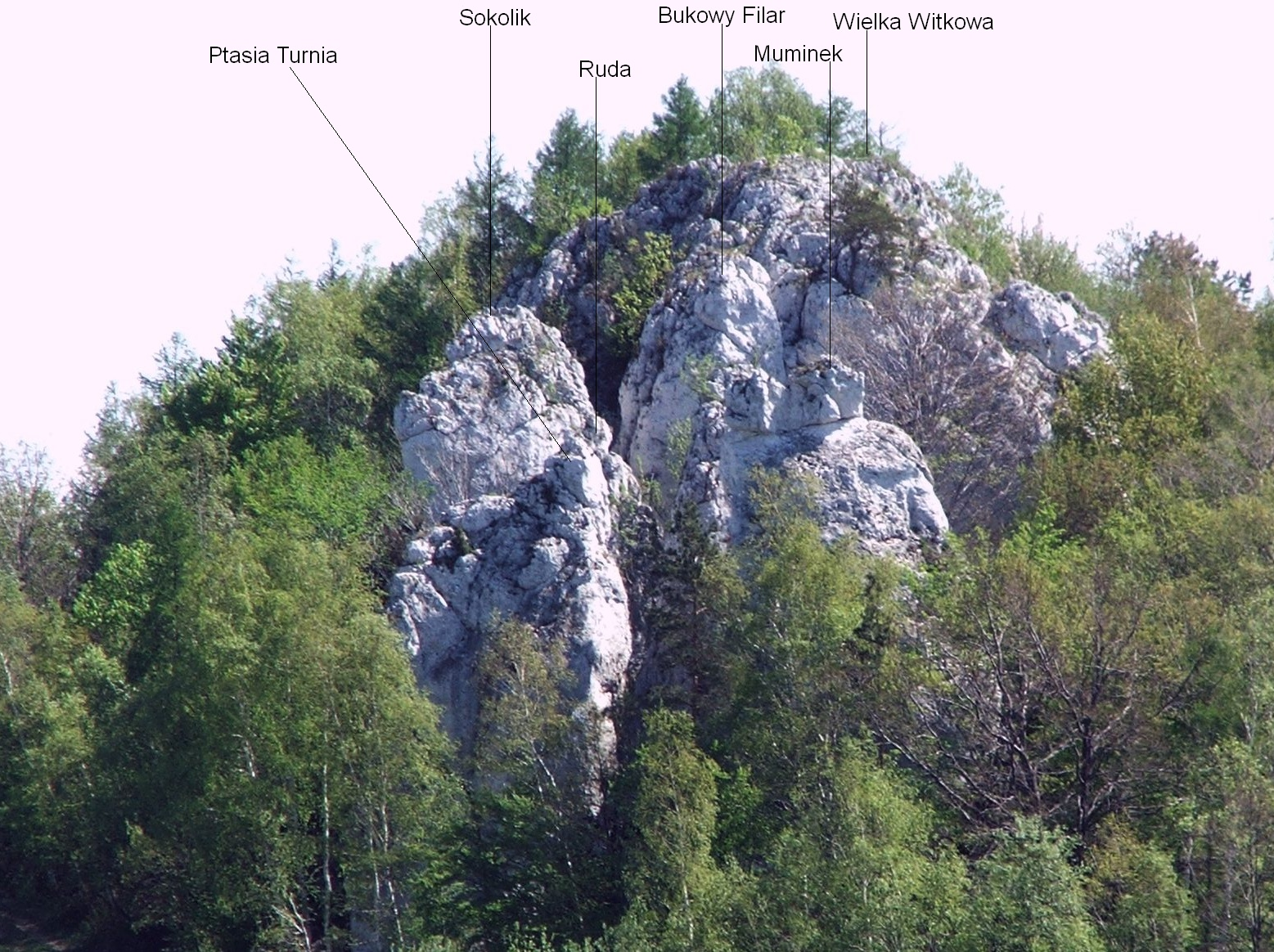
Położenie Ptasiej Turni w grupie Witkowych Skał

Na Ptasiej Turni uprawiana jest wspinaczka skalna. Jest 18 dróg wspinaczkowych o trudności od II do VI.2 w skali polskiej i długości do 17 m. Na wszystkich (z wyjątkiem stosunkowo łatwej drogi wejściowej) zamontowano punkty asekuracyjne: ringi (r) i stanowiska zjazdowe (st).
Ptasia Turnia I
1. Wielka paszcza; 5r + st, IV, 17 m
2. Mała paszcza; 4r + st, III+, 17 m
3. Wewnętrzne fuj, ukryte pnie; 6r + st, 17 m
4. Worki powietrzne; 5r + st, VI.2, 17 m
5. Ptasi móżdżek; 7r + st, VI.2, 17 m

Ptasia Turnia II
1. Cyganka; 6r + st, VI.1+, 17 m
2. Guano; 2r + st, VI.1, 17 m
3. Przybloczek dla foczek; 6r + st, VI.1+/2, 17 m
4. Król strzelców; 6r + st, VI.3, 17 m

Ptasia Turnia III
1. Rozchełstane wieśniaczki flamandzkie; 5r + st, VI.1+/2, 16 m
2. Wariant starego wróbla; 3r + st, VI+, 15 m
3. Żółtodziób; 3r + st, VI.1, 15 m
4. Ornitopresja; 5r + st, V+, 13 m

Ptasia Turnia IV
1. Ornitopresja; 5r + st, V+, 13
2. Lasagne; 4r + st, VI.1+, 12 m
3. Prosciutto; 4r + st, V, 12 m
4. Pisklaki; 4r + st, III, 12 m
5. Wejściowa; II, 13 m[4].